# Lipianie
Lipianie – średniowieczne plemię słowiańskie należące do wieleckiej grupy językowej zamieszkujące środkowy bieg rzeki Łaby. Sąsiadowali z nimi: Ziemczycy, Lesicy i Morzyczanie.